# Апельсиновый сок (фильм)
«Апельсиновый сок» — российский фильм, драма, снятая в 2010 году режиссёром Андреем Прошкиным по роману Ганны Слуцки «Бумажный брак».

## Сюжет
Героями фильма являются больной и телом и духом американский миллионер русского происхождения Стивен, милая худенькая блондинка Даша — горничная-сиделка больного и его личный доктор Егор. Между первыми двумя непростые отношения — хозяин придирается к работе сиделки, относится к ней крайне неблагодарно. Сиделка и доктор очень хорошо ладят. Даша вынуждена работать, чтобы выплатить долги бывшего мужа. Егор, опубликовав однажды статью о помощи смертельно больным людям, должен был из принципа оказывать медицинскую помощь Стивену до тех пор, пока тот не решит умереть.
Стивен предлагает Дарье повенчаться в церкви. Каждый поочерёдно убеждает другого в расширении полномочий из-за вступления в брак, но об истинных чувствах умалчивается. Но позже эти отношения эволюционируют в любовь, это видит Егор, влюблённый в Дашу. Однажды кредиторы бывшего мужа звонят Даше и назначают последний срок погашения долга. Она просит денег у Стивена, на что он отвечает: «Я чужих долгов не отдаю» и обвиняет «супругу» в меркантильности. Героиня уезжает из особняка с чемоданом и отправляется в банк к кредиторам, где узнаёт, что все долги были погашены. А в это время Стивен умирает по пути в аэропорт. Даша возвращается к особняку, где её ждёт Егор с письмом Стивена в руках. В письме Стивен признаётся в своей любви к ней.

## В ролях
| Персонаж              | Актёр                         |
| --------------------- | ----------------------------- |
| Даша                  | Ингеборга Дапкунайте          |
| Стивен                | Андрей Панин                  |
| Егор                  | Александр Яценко              |
| Отчим Даши            | Михаил Козаков                |
| Мать Даши             | Ольга Яковлева                |
| Кредитор              | Виталий Кищенко               |
| Ланской, друг Стивена | Василий Савинов               |
| Марина Ланская        | Лада Марис                    |
| Адвокат Стивена       | Максим Федосеев               |
| Врач                  | Михаил Стародубов             |
| Подруга Даши          | Александра Березовец-Скачкова |

## Съёмочная группа
- Режиссёр — постановщик — Андрей Прошкин
- Оператор-постановщик — Вадим Юсов
- Композитор — Марк Эрман
- Художник — постановщик — Сергей Агин
- Художник по костюмам — Елена Тимошенкова
- Звукорежиссёр — Алексей Самоделко
- Продюсер — Федосеев Максим, Федосеева Антонина

## Награды
- 2010 — VIII Московский фестиваль отечественного кино «Московская премьера» 2010. Гран-при — приз конкурса зрительских симпатий «Великолепная семерка „МК“» за лучший полнометражный игровой фильм («Апельсиновый сок»)[1].